# Парду
Парду (порт. Pardos) — бразильці змішаного походження. Парду — назва однієї з основних расових груп Бразилії, що традиційно використовується під час перепису населення країни. Пардо складають близько 43 % населення Бразилії (оцінка 2008 р.) і поступаються за чисельністю тільки білим бразильцям (49 %). Чисельність і питома вага парду поступово зростає.

## Етимологія
Поняття «парду» запровадив Бразильський інститут географії та статистики у 1950 р. Термін у перекладі з португальської означає «коричневий колір».
Поняття «парду» охоплює всі бразильські расові групи змішаного походження: метисів, мулатів і кабокло. Відповідно до перепису 2006 р., у країні до парду належать близько 79 млн осіб, приблизно 42 % від всього населення Бразилії.
До інших расових груп відносяться білі, афро-бразильці (негри), азіато-бразильці (жовті) та індіанці.

## Концентрація
Парду сформувався ще за часів колоніальної Бразилії як проміжний клас між негритянською більшістю (близько 50 %) та білою меншістю (близько 25 %). При цьому офіційно заохочувана метисація (так зване «відбілювання» чорних) розмила межі чіткої расової лінії між групами. З часом більшість чорношкірих перейшла до класу парду, а парду — до білих.
Найбільша питома вага парду — на Півночі та Північному Сході Бразилії, найменша — у південних штатах.

## Самовизначення
До класу парду зазвичай зараховують усі «кольорові» групи країни — переважно — мулатів, метисів, самбо тощо. Неофіційно, у побуті, парду часто поділяють на підгрупи — мурену (коричневі), мурену-клару (світло-коричневі) і власне парду (сіро-коричневі), хоча офіційна статистика цього більше не фіксує. Без огляду на расову основу, поділ бразильців на групи має виключно статистичний характер; Конституція Бразилії гарантує всім її громадянам рівні права, хоча випадки побутового расизму трапляються досить часто.

## Інші значення
За межами Бразилії, у португаломовних країнах термін «парду» просто означає людину, в якій окрім білої раси є інша расова домішка.